# Premios de la Sociedad Internacional de Cinéfilos 2022
La 19ª edición de los Premios de la Sociedad Internacional de Cinéfilos se celebró el 6 de febrero de 2022. La cinta australiana The Power of the Dog, la francesa Onoda: 10,000 Nights in the Jungle y la británica Benediction se encuentran entre las cintas más nominadas con 8 menciones cada una. 
A su vez dos películas del director Ryûsuke Hamaguchi estuvieron entre las 20 nominadas en la categoría principal a mejor película. Se trata de las cintas Drive My Car y Wheel of Fortune and Fantasy.

## Premios y nominaciones
La película ganadora está resaltada en dorado.

### Mejor película
| País           | Título                                  | Director                  |
| -------------- | --------------------------------------- | ------------------------- |
| Francia        | Annette                                 | Leos Carax                |
| Rumania        | Bad Luck Banging or Loony Porn          | Radu Jude                 |
| Reino Unido    | Benediction                             | Terence Davies            |
| Japón          | Drive My Car                            | Ryûsuke Hamaguchi         |
| Francia        | Happening                               | Audrey Diwan              |
| Japón          | Haruhara-san’s Recorder                 | Kyoshi Sugita             |
| Corea del Sur  | In Front of Your Face                   | Hong Sang-soo             |
| Estados Unidos | Licorice Pizza                          | Paul Thomas Anderson      |
| Colombia       | Memoria                                 | Apichatpong Weerasethakul |
| Francia        | Onoda: 10,000 Nights in the Jungle      | Arthur Harari             |
| Francia        | Petite Maman                            | Céline Sciamma            |
| Australia      | The Power of the Dog                    | Jane Campion              |
| Estados Unidos | Red Rocket                              | Sean Baker                |
| Reino Unido    | The Souvenir Part II                    | Joanna Hogg               |
| Reino Unido    | Spencer                                 | Pablo Larraín             |
| Francia        | Titane                                  | Julia Ducournau           |
| Estados Unidos | West Side Story                         | Steven Spielberg          |
| Georgia        | What Do We See When We Look at the Sky? | Alexandre Koberidze       |
| Japón          | Wheel of Fortune and Fantasy            | Ryûsuke Hamaguchi         |
| España         | Who’s Stopping Us                       | Jonás Trueba              |

### Resto de categorías
| Mejor director - Jane Campion – The Power of the Dog - Terence Davies – Benediction - Audrey Diwan – Happening - Ryûsuke Hamaguchi – Drive My Car - Arthur Harari – Onoda: 10,000 Nights in the Jungle - Apichatpong Weerasethakul – Memoria | Mejor actor - Benedict Cumberbatch – The Power of the Dog - Adam Driver – Annette - Jack Lowden – Benediction - Hidetoshi Nishijima – Drive My Car - Simon Rex – Red Rocket - Franz Rogowski – Great Freedom |
| Mejor actriz - Penélope Cruz – Parallel Mothers - Isabelle Fuhrman – The Novice - Lee Hye-yeong – In Front of Your Face - Léa Seydoux – France - Kristen Stewart – Spencer - Anamaria Vartolomei – Happening | Mejor actor de reparto - Yuriy Borisov – Compartment No. 6 - Anders Danielsen Lie – The Worst Person in the World - Xavier Dolan – Lost Illusions - Jeremy Irvine – Benediction - Vincent Lindon – Titane - Kodi Smit-McPhee – The Power of the Dog |
| Mejor actriz de reparto - Ariana DeBose – West Side Story - Tôko Miura – Drive My Car - Anna Mouglalis – Happening - Ruth Negga – Passing - Park Yu-rim – Drive My Car - Fusako Urabe – Wheel of Fortune and Fantasy | Mejor reparto - Benediction - Drive My Car - Onoda: 10,000 Nights in the Jungle - The Power of the Dog - Wheel of Fortune and Fantasy - Who’s Stopping Us |
| Mejor guion original - Annette – Ron Mael, Russell Mael - Bad Luck Banging or Loony Porn – Radu Jude - Benediction – Terence Davies - Onoda: 10,000 Nights in the Jungle – Arthur Harari, Vincent Poymiro - Petite Maman – Céline Sciamma - Wheel of Fortune and Fantasy – Ryûsuke Hamaguchi | Mejor guion adaptado - Drive My Car – Ryûsuke Hamaguchi, Takamasa Oe - Fabian: Going to the Dogs – Dominik Graf, Constantin Lieb - Happening – Marcia Romano, Audrey Diwan - I Want to Talk About Duras – Claire Simon - Passing – Rebecca Hall - The Power of the Dog – Jane Campion                                                                    |
| Mejor fotografía - Benediction – Nicola Daley - The Green Knight – Andrew Droz Palermo - Onoda: 10,000 Nights in the Jungle – Tom Harari - The Power of the Dog – Ari Wegner - Spencer – Claire Mathon - The Tragedy of Macbeth – Bruno Delbonnel | Mejor edición - Annette – Nelly Quettier - Benediction – Alex Mackie - Happening – Géraldine Mangenot - Onoda: 10,000 Nights in the Jungle – Laurent Sénéchal - The Tsugua Diaries – Pedro Filipe Marques - What Do We See When We Look at the Sky? – Aleksandre Koberidze                                                                               |
| Mejor diseño de producción - After Blue – Thomas Salabert - Annette – Florian Sanson, Marion Michel - Dune – Patrice Vermette, Tom Brown, Richard Roberts, Zsuzsanna Sipos - Fabian: Going to the Dogs – Claus-Jürgen Pfeiffer, Nadja Götze - The French Dispatch – Adam Stockhausen, Stéphane Cressend, Rena DeAngelo - The Souvenir Part II – Stéphane Collonge, Byron Broadbent, Polly Davenport | Mejor banda sonora - Annette – Ron Mael, Russell Mael - Onoda: 10,000 Nights in the Jungle – Sebastiano De Gennaro, Enrico Gabrielli, Olivier Marguerit, Andrea Poggio, Gak Sato - Parallel Mothers – Alberto Iglesias - The Power of the Dog – Jonny Greenwood - Spencer – Jonny Greenwood - What Do We See When We Look at the Sky? – Giorgi Koberidze |
| Mejor diseño de sonido - Annette – Erwan Kerzanet - A Cop Movie – Javier Umpierrez - Dune – Phil Barrie, Theo Green, Mark A. Mangini, Dave Whitehead - Memoria – Akritchalerm Kalayanamitr, Raúl Locatelli, Javier Umpierrez - Onoda: 10,000 Nights in the Jungle – Ivan Dumas, Andreas Hildebrandt - Out of Sync – Oriol Tarragó, Marc Bech                                                        | Mejor película animada - The Crossing – Florence Miailhe - Cryptozoo – Dash Shaw - Evangelion: 3.0+1.0 Thrice Upon a Time – Hideaki Anno, Kazuya Tsurumaki, Mahiro Maeda - Flee – Jonas Poher Rasmussen - Luca – Enrico Casarosa - The Summit of the Gods – Patrick Imbert                                                                               |
| Mejor documental - Flee – Jonas Poher Rasmussen - Mr. Bachmann and His Class – Maria Speth - Returning to Reims – Jean-Gabriel Périot - A River Runs, Turns, Erases, Replaces – Shengze Zhu - Summer of Soul (…Or, When the Revolution Could Not Be Televised) – Questlove - Three Minutes – A Lengthening – Bianca Stigter                                                                         | Mejor debut - Anatomia – Ola Jankowska - El Planeta – Amalia Ulman - The Lost Daughter – Maggie Gyllenhaal - Passing – Rebecca Hall - Playground – Laura Wandel - The Tale of King Crab – Matteo Zoppis, Alessio Rigo de Righi |
| Mejor intérprete revelación - Alana Haim – Licorice Pizza - Agathe Rousselle – Titane - Filippo Scotti – The Hand of God - Maya Vanderbeque – Playground - Anamaria Vartolomei – Happening - Lucie Zhang – Paris, 13th District | |